# Zeitschrift für Soziologie der Erziehung und Sozialisation
Die Zeitschrift für Soziologie der Erziehung und Sozialisation (ZSE) ist eine erziehungswissenschaftlich-soziologische Fachzeitschrift. Sie erscheint vierteljährlich in einer Auflage von 450 Exemplaren. Die ZSE gehört zu den wenigen deutschsprachigen Zeitschriften der Erziehungswissenschaft, die im Social Science Citation Index geführt werden, und hat daher eine gewisse internationale Reputation.

## Erscheinung
Die Zeitschrift erscheint seit 1981 im Beltz Verlag in Weinheim. Herausgeber sind aktuell (Dezember 2017) Ludwig Stecher (geschäftsführend), Tanja Betz, Matthias Grundmann, Helga Kelle, Andreas Lange, Anja Steinbach, Sabine Walper.